# Pafman
Pafman és un còmic creat el 1987 per Joaquín Cera, publicat per primera vegada al número 5 de la revista Mortadelo d'Ediciones B. El protagonista és en Pafman, una paròdia d'en Batman. Pafman és un superheroi maldestre que està decidit a lluitar contra el mal, tot i que la gent probablement estaria millor sense ell. El nom de la sèrie és un joc de paraules obvi amb Batman, però els dos personatges tenen molt poc en comú. L'estat d'ànim del còmic es basa en acudits sense parar i per a això l'autor utilitza situacions surrealistes, bufetades, jocs de paraules, trencament de la quarta paret i paròdies. També hi ha influències del manga.
Està acompanyat del seu fidel ajudant Pafcat, un gat sortit de la fusió d'un amic d'en Pafman i el seu gat domèstic (varen ser posats en una rentadora junt a 1 kg de plutoni) i en els nous lliuraments de la sèrie també l'acompanya la seva neboda Tina Tonas, agent de policia de 19 anys, i el professor Fuyú, un vell científic que xafallòs i que té des de la historieta del seu debut, La noche de los vivos murientes una mà de zombi agafada al seu coll.
Pafman i Pafcat viuen a la ciutat de Logronyo.
El seu enemic és, normalment, l'Enmascarado Negro un bandit vestit tot de negre i amb una ene en el pit. Mai ha estat possible veure-li la cara, normalment sempre porta una caputxa sota l'altra. Tanmateix, hi ha hagut altres personatges que, sense tenir una continuïtat absoluta, han fet diverses aparicions a les historietes d'aquest personatge, com el Capitán Europa, super heroi defensor dels drets comunitaris, i el cas més curiós Mafrune, personatge secundari tot terreny que a una historieta pot ser cap de policia, i a altra, alcalde de Logroño. Aquest personatge també és un secundari comodí força recurrent a les historietes de Sporty, personatge creat per Juan Carlos Ramis.

## Àlbums publicats
1. Pafman Col·lecció Ole! núm.361-V.13. Ediciones B
2. El Doctor Ganyuflo y otras historias Col·lecció Olé! núm.393-V.20. Ediciones B
3. Pafman Col·lecció Olé! diversos núm. 3. Ediciones B

Àlbums llargs publicats
1. El asesino de personajes - Col·lecció Olé! diversos núm. 16. Ediciones B
2. Pafman Redevuelve - Top Cómic núm. 1. Ediciones B
3. La Noche de los Vivos Murientes - Top Cómic núm. 2. Ediciones B
4. Pafman in U.S.A - Top Cómic núm. 3. Ediciones B
5. Cabezones del Espacio - Top Cómic núm. 4. Ediciones B
6. 1944 - Top Cómic núm. 5. Ediciones B
7. Agente cero cero Patatero - Top Cómic núm. 6. Ediciones B
8. Pafdark, el cabestro oscuro - Top Cómic núm. 7. Ediciones B